# Црънча (област Пазарджик)
 За другото българско село вижте Црънча (Област Смолян).  
Црънча е село в Южна България. То се намира в община Пазарджик, област Пазарджик.

## География
Село Црънча е разположено в северните поли на родопския рид Каркария от двете страни на стария каркарийски път за Чепинската долина и на двата бряга на Црънчанската река, която местните жители наричат „Реката“ или „Селската река“. В сравнение със съседните села – Дебращица (3 км на ЮИ) и Паталеница (2 км на ЮЗ) – то има по-заравнен терен с надморска височина 320 м, по-висока от Дебращица и по-ниска от Паталеница. Проф. Иван Батаклиев характеризира релефа и геоложките особености на селото така: "И землището на Црънча се простира върху планината и полето. Понеже Црънчанската река – така да кажем, главната ос в землището на селото – е една от най-големите каркарийски реки, издълбала широка долина в снагата на планината, нейният конус е твърде голям и разлят. Затова селото свободно, като на площадка, се разпростира върху него. Естествено скалните материали на поройния конус съответстват на разнообразните скали в планината: кристалинни шисти, мрамор и риолит. Над селото през върха на поройния конус, минава главният разсед – разлом между планината и полето. По-горе, на изток от реката, височината „Гергьова черква“, изградена от кристалинни шисти, е остатък от долната (левантийска) денудационна заравненост на планината. Над нея следват мраморни партии, гдето са построени варници. След това се издигат други височини – Гролата и др., които са остатък от по-горната (понтийската) денудационна заравненост. На изток от Црънчанската река долината на Сухото дере се е врязала в землището на селото. Под поройния конус на Црънча, полето, изградено от делувиални и алувиални материали, е слабо наведено и заравнено, като на места е облатено."

## История
До селото и околностите му са регистрирани над 20 тракийски могили. Селската и Турската могила се намират в северозападния край на селото и са разкопавани от иманяри.
Край селото са разкрити останки от антично селище, с трикорабна църква в югозападния му край, датирана към V век. През VI век южно от нея, на хълма „Гергьовска църква“ е построена крепост.
Според историка от началото на ХХ век Васил Миков произходът на името на селото е от средновековното црънец (калугер), което е турцизирано до съвременната си звучене.

## Обществени институции
Читалище „Просвета“ в центъра на селото. То е основано през месец октомври 1921 година, а през 1922 година вече е утвърдено и съществува до днес. През 1950 г. читалището купува прожекционен апарат за кино. Преди това са идвали пътуващи кина. През 1951 г. към читалището се организира библиотека. През 1963 година се построява нова сграда, която разполага с киносалон с тераса и обширни сцени, стаи за библиотеки и други читалищни дейности и лятно кино. През 2009 – 2010 година на читалището е направен основен ремонт.

## Културни и природни забележителности
- Паметник на падналите през войните жители на селото;
- Параклис на Св. Георги и църква „Св. Благовещение“, строени по време на османската власт;
- Параклис на Св. Петка;
- Православен храм „Покров Богородичен“

## Спорт
През годините учениците от ОУ Васил Левски имат няколко спечелени купи от турнири по тенис на маса, баскетбол и др.
В днешно време Црънча е представен от футболния отбор ФК Бенковски 2006. Отборът има спечелена шампионска купа на Б ОГ-Юг през сезон 2008/09 г.